# آزا غراي
آسا غراي (بالإنجليزية: Asa Gray) أو آزا غراي (18 نوفمبر 1810 - 30 يناير 1888) يُعد أهم عالم نبات أمريكي في القرن التاسع عشر. من أهم مقالاته مجموعته المدعوة داروينيانا، إذ فسر فيها كيف أن الدين والعلم لا يلزم أن يكونا متعارضين. كان مُصرًّا على ضرورة وجود صلة جينية بين جميع أفراد النوع الواحد. وكان أيضًا معارضًا جدًا لأفكار التهجين في جيل واحد، ولفكرة الخلق الخاص المحض التي تستبعد حصول تطور، فكان يرى أن التطور حق، لكن يوجهه خالق.
أنفق عدة عقود على تدريس علم النبات بجامعة هارفرد، وحينئذ زار وراسَل عديدًا من نخبة علماء الطبيعة، ومنهم تشارلز داروين الذي كَنَّ لغراي احترامًا كبيرًا. سافر غراي إلى أوروبا مرارًا، للتعاون مع بعض علمائها البارزين، وارتحل أيضًا إلى جنوب الولايات المتحدة وغربها. وكوّن شبكة واسعة من جامِعي العينات.
كان غزير الكتابة، فكان له دورً فعالًا في توحيد المعارف التصنيفية لنباتات أمريكا الشمالية. له مؤلفات عديدة في علم النبات، أشهرها «دليل علم نباتات الولايات المتحدة الشمالية، من نيو إنجلاند إلى ويسكونسن، شاملة أوهايو وبنسلفانيا جنوبًا»، المعروف حاليًّا بمجرد «دليل غراي». ألّف غراي بمفرده أول 5 طبعات منه، وشارك غيره في تأليف الطبعة السادسة، وتضمن الكتاب رسومًا توضيحية نباتية من إبداع إسحاق سبراغ. نُشر للكتاب طبعات أخرى، ويُعد أساسا من أسس المجال حتى الآن. تعمق غراي أيضًا في ظاهرة تُدعى الآن «انفصالية آسا غراي»، ويُقصد بها التشابه الشكلي المدهش بين عديد من نباتات شرق آسيا، وشمال شرق أمريكا. سُمِّي على اسمه كثير من النباتات والتراكيب والخصائص الجغرافية.

## نشأته ودراسته
وُلد في مدينة سوكوا بنيويورك، في 18 نوفمبر 1810، ابنًا لموسى غراي (المولود في 26 فبراير 1786) الذي كان يعمل حينئذ دَبَّاغًا، وروكسانا هاورد غراي (المولودة في 15 مارس 1789). وُلد غراي في مؤخَّر مدبغة أبيه، وكان الأكبر بين 8 أولاد.
كان غراي قارئا نهمًا، حتى في صباه. التحق بـ«مدرسة قواعد كلينتون» في 1823، وأكمل دراسته فيها في 1825، وأثناء ذلك قرأ كتبًا كثيرة من مكتبة كلية هاميلتون القريبة. في 1825 التحق بأكاديمية فيرفيلد، متحولًا في 1826 إلى كلية فيرفيلد الطبية، المدعوة أيضا «الكلية الطبية بمنطقة فيرفيلد الغربية». وأثناء ذلك بدأ يجمع عينات نباتية. في رحلته إلى مدينة نيويورك حاول التقاء جون توري، ليستعين به على تعرُّف العينات، لكن لم يكن توري بمنزله، فترك غراي العينات بالمنزل وغادر. لما رآها توري، أعجبته إلى حد أنه أخذ يراسل غراي. في فبراير 1831 تخرج غراي دكتورًا في الطب، مع أنه لم يكن قد بلغ الحادية والعشرين بعد، وهي السِّن التي كانت لازمة للتخرج حينئذ. صحيح أنه افتتح عيادة في بريدجووتر بنيويورك، حيث تَلْمذ الدكتور جون فوت تروبريدج أثناء دراسته بكلية الطب، لكنه لم يمارس الطب ممارسة جادة، إذ كان استمتاعه بعلم النبات أكبر. في ذلك الوقت أخذ غراي يجري رحلات استكشافية في نيويورك ونيو جيرسى. وبحلول خريف 1831 كان قد نبذ ممارسة الطلب وكرس لعلم النبات وقتًا أطول.
في 1832 عينته مدرسة بارتليت الثانوية (بمدينة أوتيكا النيويوركية) وكلية فيرفيلد الطبية، لتدريس الكيمياء وعلمَيّ المعادن والنبات، بدل مدرسين ماتوا في منتصف الفصل الدراسي. وافق على التدريس عامًا -بعطلة من أغسطس إلى ديسمبر-، واضطُر إلى إلغاء خطط الاستكشاف في المكسيك (التي كانت تضم حينئذ ما يُعرف الآن بجنوب غرب الولايات المتحدة). تقابل هو وتوري أول مرة في سبتمبر 1832، وصحبه في رحلة استكشافية إلى نيو جيرسى. بعدما أتم غاري مهمته التعليمية بأوتيكا في 1 أغسطس 1833، صار مساعدًا لتوري في كلية الأطباء والجراحين بنيويورك. في ذلك الوقت كان غراي يراسل غيره من علماء النبات ويتاجرهم في العينات، لا في أمريكا وحسب، بل في آسيا، وأوروبا، وجزر المحيط الهادئ أيضًا. في 1834 عمل مدرسًا مؤقتًا في كلية هاميلتون. وفي 1835 اضطره نقص التمويل إلى ترك اشتغاله بمساعدة توري، وفي فبراير -أو مارس- 1836 عمل أمين مكتبة في «قاعة التاريخ الطبيعية» النيويوركية (المدعوة حاليا: أكاديمية نيويورك للعلوم). كانت له شقة في مبنى الأكاديمية بمانهاتن. حاول توري أن يشغِّل غراي في جامعة برينستون، لكن فشل. على الرغم من أن غراي ترك الاشتغال بمساعدة توري، صارا زميلين وصديقين مدى الحياة. كان لزوجة توري، إليزا توري، أثر بالغ في سلوك غراي وذوقه وعاداته وحياته الدينية.

## علاقته بداروين
في يناير 1839 ذهب غراي وجوزيف دالتون هوكر إلى لندن لزيارة ريتشارد أوين في متحف هانتريان. في ذلك اليوم قابل غراي تشارلز داروين أثناء الغداء في «حدائق كيو»، ومن الظاهر أن هوكر هو الذي قدمه. تآلفت رُوحاهما، إذ كان كل منهما على نهج علمي تجريبي. أول مرة راسله فيها داروين كانت في إبريل 1855. تبادلا بين 1855-1881 نحو 300 رسالة. حينئذ كتب داروين إلى غراي طالبًا معلومات عن توزُّع عدة أنواع من الزهور الأمريكية، فأجاب غراي طلبه، مساعدًا إياه على صقل نظريته. كان ذلك بداية تراسل مكثف استمر مدى الحياة.
صار غراي وداروين وهوكر أصدقاء وزملاء مدى الحياة، وفي 1877 أجرى غراي وهوكر بحثًا بالنيابة عن داروين في بعثتهما إلى جبال روكي. بعدما عاد هوكر إلى إنجلترا، حكى لداروين عن مغامرتهما، فكتب داروين إلى غراي: «عرفت من توّي أعاجيب عن قوتك ونشاطك، وأنك تصعد الجبل كأنك قط!».
قبل 1846 كان غراي معارضًا جدًا لفكرة «تطفُّر الأنواع» (أي أن تتحول أنواع من صورة بسيطة إلى صور أشد تعقُّدًا على مر الزمن)، حتى التطفر بالتهجين. في أوائل خمسينيات القرن التاسع عشر كان غراي قد حدد بوضوحٍ مفهومه الذاهب إلى أن «الأنواع» هي الوحدة الأساس للتصنيف. مما ساعد على ذلك: رحلة 1831–1836 التي اكتشف فيها داروين تمايُز الأنواع بين مختلف جزر غالاباغوس. يسع الجغرافية المحلية أن تسبب تمايزات كتلك التي في غالاباغوس وهاواي، تمايزات لم يسنح لغراي أن يتعمق في دراستها كما كان يرغب. كان مُصرًّا على ضرورة وجود صلة جينية بين جميع أفراد النوع الواحد، وأن «هذا الشبل من ذاك الأسد». كان هذا المفهوم مهمًا جدًا لنظريات داروين. كان غراي أيضًا معارضًا جدًا لأفكار التهجين في جيل واحد، ولفكرة الخلق الخاص التي تستبعد حصول تطور.
في 1868 أخذ غراي إجازة سنة، وزار داروين في إنجلترا، فكان أول لقاء لهما من بداية تراسُلهما. كان غراي في بال داروين وهو يكتب: «عبثٌ أن يشك الشخص في قدرة المرء على الجمع بين التطوُّرية وشدة الإيمان بالله».

## حياته الشخصية
في مايو 1847 خطب غراي جين لِثروب لورنغ (من بوسطن). كان لِغراي أخَوان، جورج وجوزيف، يدرسان في هارفرد في أواخر أربعينيات القرن التاسع عشر، وكانا يعيشان معه. في أواخر 1847 أصيب جورج بحمى التيفوئيد في سنته الدراسية الثالثة، ومات في 9 يناير 1848 بدار لورنغ في بوسطن. كان هذا من أسباب تأخير زواجهما من خريف 1847 إلى ربيع 1848. تزوجا في 4 مايو 1848. كان أبوها تشارلز غريلي لورنغ، محاميًا وعضوًا في مؤسسة هارفرد، وكانت أمها آنا بيرس (بريس) لورنغ. وكانت أسرتها مسيحية توحيدية، وكان معظم الأساتذة والعاملين بهارفرد حينئذ. تمسك كل منهما بطائفته الدينية، لكن الظاهر أن هذا لم يكن مشكلة بينهما. لم ينجبا. صحبت جين زوجها في معظم بعثاته. كان غراي مَشيخيًّا ملتزمًا، وعضوًا في «الكنيسة الأولى» في كامبريدج (وهي كنيسة أبرشانية)، وخدم فيها شمَّاسًا. كان تجريبيًّا متحمسًا، على مذهب جون لوك وجون ستيوارت مل. عندما انتقلت الكنيسة الأبرشانية في 1872 إلى مبناها الحالي (11 شارع جاردن)، زرع غراي أمامها شجرتين من شجر الخشب الأصفر، فصمدتا حتى أكتوبر 2014.

## موته
في يوم الاثنين الموافق 28 نوفمبر 1887 شُلّت ذراع غراي وهو نازل السلَّم ليفطر. ساء شلله، وعلى الرغم من هذا استطاع أن يُعَنْون رسالتين. وفي الخميس اللاحق فقد القدرة على النطق المتزن الثابت. رقد شهرين في صمت، ومات في 30 يناير 1888، ودُفن في مقبرة ماونت أوبورن. كان يريد شاهد قبر بسيطًا، فلم تَنتقش زوجته في شاهده إلا صليبًا وعبارة «آسا غراي 1810–1888». سُميت حديقة المقبرة باسمه، وجُعل في وسطها نافورة، وزُرعت فيها عدة أشجار مختلفة نادرة.